# Los Héroes Tizayuca
Los Héroes Tizayuca es una localidad de México ubicado en el municipio de Tizayuca, en el estado de Hidalgo. Se ubica en valle de Tizayuca y pertenece a la Zona Metropolitana del Valle de México.

## Historia
La localidad se reconoció oficialmente el 15 de julio de 2013.

## Geografía
Se encuentra en la región geográfica de la Cuenca de México (Valle de Tizayuca). Le corresponden las coordenadas geográficas 19° 51’ 43.402” de latitud norte y 98° 59’ 15.060” de longitud oeste, con una altitud de 2274 m s. n. m.
En cuanto a fisiografía se encuentra dentro de la provincia del Eje Neovolcanico, dentro de la subprovincia de Lagos y volcanes de Anáhuac; su terreno es de valle y llanura. En lo que respecta a la hidrografía se encuentra posicionado en la región del Pánuco, dentro de la cuenca del río Moctezuma, en la subcuenca de río Tezontepec. Cuenta con un clima Semiseco templado.

## Demografía
En 2020 registró una población de 11 619 personas, lo que corresponde al 6.90 % de la población municipal. De los cuales 5645 son hombres y 5974 son mujeres. Tiene 3370 viviendas particulares habitadas.